# Fred Dewhirst Yates
Fred Dewhirst Yates (* 16. Januar 1884 in Birstall; † 11. November 1932 in London),, auch bekannt als Frederick Dewhurst Yates, war ein englischer Schachspieler.

## Leben
Er gewann 1913, 1914, 1921, 1926, 1928 und 1931 die britische Meisterschaft. Bei internationalen Turnieren konnte er sich meist nicht ganz vorne platzieren, aber in einzelnen Partien auch besseren Spielern gefährlich werden. Beim Turnier in Hamburg 1910 erhob Siegbert Tarrasch Einspruch gegen seine Zulassung, da er zu schwach sei. Yates wurde tatsächlich Letzter, gewann aber ausgerechnet die Partie gegen Tarrasch. Außerdem gelang es ihm im Laufe seiner Karriere mehrmals, gegen Alexander Aljechin und Akiba Rubinstein zu gewinnen. Er schrieb über Schach in mehreren englischen Tageszeitungen. Mit der englischen Nationalmannschaft nahm Yates an den Schacholympiaden 1927, 1930 und 1931 teil und erreichte als größten Erfolg 1927 den dritten Platz.
Seine beste historische Elo-Zahl von 2596 erreichte er im Januar 1925.
Durch eine Kohlenmonoxidvergiftung infolge eines defekten Gasofens kam er auf tragische Weise ums Leben.

## Schriften
- F.D. Yates: 101 of my best games. Moravian Chess, Olomouc 2004, ISBN 80-7189-478-8 (Reprint der Ausgabe von 1934).